# العورة في الإسلام
كلمة عورة تعني سَوأَة الإنسان، وكل شيء يستحى منه، وذلك كناية وأصلها من العار لما يلحق من ظهورها من العار أي المذمة، وفي الإسلام تعني كلُّ ما على المسلم أن يَسْتُرُهُ استنكافًا أو حياءً

## العورة
العورة لغة: الخَلَلُ والعَيْبُ في الشيءِ، ويطلق على كل بيت أَو موضع فيه خَلَلٌ يُخْشَى دخولُ العَدُوّ منه، كما في قوله تعالى: ﴿وَإِذْ قَالَتْ طَائِفَةٌ مِنْهُمْ يَا أَهْلَ يَثْرِبَ لَا مُقَامَ لَكُمْ فَارْجِعُوا وَيَسْتَأْذِنُ فَرِيقٌ مِنْهُمُ النَّبِيَّ يَقُولُونَ إِنَّ بُيُوتَنَا عَوْرَةٌ وَمَا هِيَ بِعَوْرَةٍ إِنْ يُرِيدُونَ إِلَّا فِرَارًا ۝١٣﴾سورة الأحزاب الآية 13، قال الأزهري: «الْعَوْرَةُ فِي الثُّغُورِ وَفِي الْحَرْبِ خَلَلٌ يُتَخَوَّفُ مِنْهُ الْقَتْلُ، وَالْعَوْرَةُ كُلُّ مَكْمَنٍ لِلسَّتْرِ، وَعَوْرَةُ الرَّجُلِ وَالْمَرْأَةِ سَوْأَتُهُمَا»
اصطلاحًا: كلُّ شيءٍ يستره الإنسان أنفةً وحياءً، ويعرفها الفقهاء بأنها مايحرم كشفه من الرجل والمرأة

## ستر العورة
ستر العورة في اصطلاح الفقهاء: تغطية الإنسان ما يَقْبُحُ ظهوره ويُستَحى منه، ذكرًا كان أو أنثى

### حكمها
اتفق الفقهاء على أن ستر العورة واجب على الرجل والمرأة عمًّن لايحل له النَّظر إليهما لقوله تعالى: ﴿قُلْ لِلْمُؤْمِنِينَ يَغُضُّوا مِنْ أَبْصَارِهِمْ وَيَحْفَظُوا فُرُوجَهُمْ ذَلِكَ أَزْكَى لَهُمْ إِنَّ اللَّهَ خَبِيرٌ بِمَا يَصْنَعُونَ ۝٣٠﴾ سورة النور الآية 30 وجاء في الأثر عن بهزِ بنِ حكيمٍ عن أبيه عن جدِّه قال: «قلتُ يا رسولَ اللهِ عوراتُنا ما نأتي منها وما نذرُ قال احفظْ عورتَك إلا من زوجتِك أو ما ملكت يمينُكَ قال قلتُ يا رسولَ اللهِ إذا كان القوم بعضُهم في بعضٍ قال إنِ استطعتَ أن لا يَرينَّها أحدٌ فلا يَرينَّها قال قلتُ يا رسولَ اللهِ إذا كان أحدُنا خاليًا قال اللهُ أحقُّ أن يُستحيا منهُ منَ الناسِ»

### حكم السَّاتر
يجب أن يحقق السَّاتر مقصود السِّتر ويشترط في السَّاتر أن يكون كثيفًا لايرى منه لون البشرة ويشترط فيه أن لا يكون السَّاتر رقيقًا يصف ماتحته وأن لا يكون مُهَلهَلًا ترى منه أجزاء الجسم

### ستر العورة في الصلاة
ستر العورة شرط من شروط صحة الصلاة لقوله تعالى: يَا بَنِي آدَمَ خُذُواْ زِينَتَكُمْ عِندَ كُلِّ مَسْجِدٍ سورة الأعراف الآية 31، قال ابن عباس: «الْمُرَادُ بِالزِّينَةِ فِي الْآيَةِ: الثِّيَابُ فِي الصَّلَاةِ» وقال الشوكاني: «استدل بالآية على وجوب ستر العورة في الصلاة»، ولقول النبي : «لَا يَقْبَلُ اللَّهُ صَلَاةَ حَائِضٍ إِلاَّ بِخِمَارٍ».
وعليه أجمع الفقهاء بأن من ترك ثوبه وهو قادرٌ على الاستتار به وصلى عريانًا فإن صلاته فاسدة ولكنهم اختلفوا في تحديد العورة الواجب سترها في الصلاة وإن لم يجد إلا ثوبًا نجسًا أو ثوبًا من الحرير وجب أن يصلي به ولا يصلي عريانًا لأن فرض السَّتر أقوى من منع النجس والحرير وهذا مذهب الحنفية والمالكية والحنابلة وقال المالكية يعيد أما الحنابلة قالوا لا يعيد إذا صلى في ثوب حرير؛ لأنه مأذون في لبسه في بعض الأحوال كالحكة والبرد، ويعيد إذا صلى في ثوب نجس. أما الشافعية فقد فرقوا بين الثوب الحرير والثوب النجس، وقالوا إن لم يجد المصلي إلا ثوبًا نجسًا، ولم يقدر على غسله فإنه يصلي عاريًا ولا يلبسه، وإذا وجد حريرًا وجب عليه أن يصلي فيه؛ لأنه طاهر يسقط الفرض به، وإنما يحرم في غير محل الضرورة، وتجب عليه الإعادة إذا صلى في ثوب نجس

### ماتستره المرأة في الإحرام
المرأة مادامت محرمة وجب عليها أن تستر كامل الجسم إلا الوجه فلا تتنقب فإحرامها في وجهها وليس لها أيضًا أن تلبس القفازين، إلا إن خشيت الفتنة وأرادت التستر عن أعين الناس جاز لها أن تضع ساتر على وجهها ولقد اشترط كل من الحنفية والشافعية ألا يلامس الساتر الوجه فيكون بمثابة الاستظلال، أما المالكية فقد أجازوا أن تستر المحرمة وجهها بثوب من فوق رأسها دون ربط ولا غرز بإبرة أو نحوها ومثل ذلك عند الحنابلة، أما القفازين فيحظر على المحرمة لبسهما عند الماليكة والحنابلة وهو المعتمد عند الشافعية أما الحنفية أجازوا لها اللبس بكفيها أو أن تغطي يديها من غير شد كأن تدخل يديها في أكمامها وفي قميصها وهو رواية عند الشافعية 

### ستر العورة في الخلوة
يجب ستر العورة أيضًا في الخلوة وهي المكان الخالِ من الناس حياءً من الله تعالى وملائكته إلا لحاجة كالإغتسال والتبرُّد ونحوه وهو مذهب الحنفية والشافعية والحنابلة، أما عند المالكية فيندب ستر العورة في الخلوة، فقولهم أنه لا يحرم التجرد في حالة الخلوة، ولكنه يكرهه فقط، ويخص الكراهة بكشف السوأتين، وما عداهما فيجوز كشفه بلا كراهة

## تفصيل حَدُّ العورة
يختلف حدُّها باختلاف الجنس وباختلاف العمر، كما يختلف من المرأة بالنسبة للمَحرَم وغير المَحرَم ونذكر فيما يأتي بعضًا من مواطن التقسيم ومقتضب قول الفقهاء ورأي المذاهب الأربعة في كل منها

### عورة المرأة
قسم الفقهاء عورة المرأة لعدة مواطن ووضعوا لكل منها أحكامه
أولًا: عورة المرأة بالنسبة للرجل الأجنبي
ذهب جمهور الفقهاء إلى أن جسم المرأة كله عورة بالنسبة للرجل الأجنبي عدا الوجه والكفين؛ لكن جواز كشف ذلك مقيد بأمن الفتنة، وورد عن أبي حنيفة القول بجواز إظهار قدميها، ويقول ابن عابدين: إن ظهر الكف عورة، وورد عن أبي يوسف القول بجواز إظهار ذراعيها وقال القرطبي في معنى قوله تعالى:وَلَا يُبْدِينَ زِينَتَهُنَّ إِلَّا مَا ظَهَرَ مِنْهَا ۖ  «اختلف الناس في قدر المستثنى فقال ابن مسعود: ظاهر الزينة هو الثياب، وقال سعيد بن جبير وعطاء والأوزاعي: الوجه والكفان والثياب، وقال ابن عباس وقتادة والمسور بن مخرمة: ظاهر الزينة هو الكحل والسوار والخضاب إلى نصف الذراع والقرط والفتخ» والفتخ هو باطنُ ما بين العَضُدِ والذِّراعِ
ثانيًا: عورة المرأة المسلمة بالنسبة للأجنبية الكافرة
ذهب جمهور الفقهاء من الحنفية والمالكية إلى أن المرأة الأجنبية الكافرة كالرجل الأجنبي بالنسبة للمسلمة، فلا يجوز أن تنظر إلى بدنها، وليس للمسلمة أن تتجرد بين يديها، وهذا الرأي هو الأصح عند الشافعية وقد صح عن عمر  الأمر بمنع الكتابيات من دخول الحمام مع المسلمات.
والمذهب عند الحنابلة أنه لا فرق بين المسلمة والذمية ولا بين المسلم والذمي في النظر، وقال الإمام أحمد في رواية عنه: لا تنظر الكافرة إلى الفرج من المسلمة ولا تكون قابلة لها. وفي رواية أخرى عنه أن المسلمة لا تكشف قناعها عند الذمية ولا تدخل معها الحمام
ثالثًا: عورة المرأة بالنسبة للمرأة المسلمة
ذهب الفقهاء إلى أن عورة المرأة بالنسبة للمرأة هي كعورة الرجل إلى الرجل، أي ما بين السرة والركبة، ولذا يجوز لها النظر إلى جميع بدنها عدا ما بين هذين العضوين، وذلك لوجود المجانسة وانعدام الشهوة غالبًا، ولكن يحرم ذلك مع الشهوة وخوف الفتنة.
رابعًا: عورة المرأة بالنسبة للمحارم
المراد بمحرم المرأة من يحرم عليه نكاحها على وجه التأبيد لنسب أو مصاهرة أو رضاع.
ومذهب المالكية والحنابلة هو: أن عورة المرأة بالنسبة إلى رجل محرم لها هي غير الوجه والرأس واليدين والرجلين، فيحرم عليها كشف صدرها وثدييها ونحو ذلك عنده، ويحرم على محارمها كأبيها رؤية هذه الأعضاء منها وإن كان من غير شهوة وتلذذ، وقال الحنابلة: الكافر محرم لقريبته المسلمة.
أما عند الحنفية هي ما بين سرتها إلى ركبتها، وكذا ظهرها وبطنها، إن أمن الفتنة وخلو نظره من الشهوة، وكل ما جاز النظر إليه منهن دون حائل جاز لمسه عند أمن الفتنة وإلا لم يجز.
والشافعية يرون جواز نظر الرجل إلى ما عدا ما بين السرة والركبة من محارمه من النساء من نسب أو رضاع أو مصاهرة صحيحة، وقيل: يحل له النظر فقط إلى ما يظهر منها عادة في العمل داخل البيت، أي إلى الرأس والعنق واليد إلى المرفق والرجل إلى الركبة.
خامسًا: عورة الأَمَة بالنسبة للرجل الأجنبي
اختلف الفقهاء في عورة الأمة بالنسبة للرجل الأجنبي.
فقال المالكية وهو الأصح عند الشافعية: إن عورتها هي ما بين سرتها وركبتها.
وقال الحنفية: عورتها مثل عورة الحرة بالنسبة لمحارمها.
وقال الحنابلة: إن عورتها كعورة الحرة لا يجوز أن ينظر منها إلا ما يجوز النظر إليه من الحرة

### عورة الرجل
عورة الرّجل في الصّلاة وخارجها ما بين السّرّة والرّكبة عند الحنفيّة والمالكيّة والشّافعيّة والحنابلة، وهو رأي أكثر الفقهاء لقول النبي : «أسفل السّرّة وفوق الرّكبتين من العورة» وفي روايةٍ عن أحمد أنّها الفرجان فقط لما رواه البخاري عن أنسٍ : «أنّ النّبيّ صلى الله عليه وسلم يوم خيبر حسر الإزار عن فخذه حتّى إنّي لأنظر إلى بياض فخذ النّبيّ»

### عورة كل من الزوجين بالنسبة للآخر
أجمع الفقهاء في أن كامل بدن الزوجة ليس عورة بالنسبة للزوج وكذلك بدن الرجل بالنسبة لزوجه، فيكون نظر كل منهما إلى أي جزء من أجزاء الآخر مباحًا بشهوة، أو بدون شهوة، لأن وطأها مباح مستدلين بقوله تعالى: وَالَّذِينَ هُمْ لِفُرُوجِهِمْ حَافِظُونَ إِلَّا عَلَىٰ أَزْوَاجِهِمْ أَوْ مَا مَلَكَتْ أَيْمَانُهُمْ فَإِنَّهُمْ غَيْرُ مَلُومِينَ وحديث بهزِ بن حكيم، لكن الشافعية والحنابلة قالوا: يكره نظر كل منهما إلى فرج الآخر، ونص الشافعية على أن النظر إلى باطن الفرج أشد كراهة. أما قول الحنفية فأنه من الأدب أن يغض كل من الزوجين النظر عن فرج صاحبه، واستدلوا بما روي عن النبي أنه:«إذا أتى أحدُكُم أَهْلَهُ فليستَترِ، ولا يتَجرَّد تجرُّدَ العيرَينِ»

### عورة الصغير والصغيرة
لم ترد في حدود عورة الصغير والصغيرة أدلة صريحة من الكتاب والسنة، ولكن يستأنس بقوله تعالى: أَوِ الطِّفْلِ الَّذِينَ لَمْ يَظْهَرُوا عَلَى عَوْرَاتِ النِّسَاءِ سورة النور الآية 31، وحديث عبد الله بن عمرو: «مُرُوا أولادَكم بالصلاةِ وهم أبناءُ سبعِ سِنِينَ، واضرِبوهم عليها وهم أبناءُ عشرِ سِنِينَ، وفَرِّقُوا بينهم في المضاجعِ»
يرى الحنفية أن لا عورة للصغير والصغيرة جدًا، وحدد بعضهم هذا الصغر بأربع سنوات فما دونها، ثم إلى عشر سنين يعتبر في عورته ما غلظ من الكبير، وتكون عورته بعد العشر كعورة البالغين، ونقل ابن عابدين أنه ينبغي اعتبار السبع، لأمرهما بالصلاة إذا بلغا هذه السن.
ويرى المالكية أن الصغير ابن ثمان سنوات فأقل لا عورة له، فللمرأة النظر إلى جميع بدنه حيًا وأن تغسله ميتًا، ولها النظر إلى جميع بدن من هو بين التاسعة والثانية عشرة ولكن ليس لها غسله، والبالغ ثلاث عشرة سنة فما فوق عورته كعورة الرجل.
أما الصغيرة فهي إلى سن السنتين وثمانية أشهر فلا عورة لها إذا كانت رضيعة، وأما غير الرضيعة إن كانت لم تبلغ حد الشهوة فلا عورة لها بالنسبة للنظر، أما بالنسبة للمس فعورتها كعورة المرأة فليس للرجل أن يغسلها، أما المشتهاة فعورتها كعورة المرأة بالنسبة للنظر والتغسيل.
أما الشافعية فقد أحلوا النظر إلى صغيرة لا تشتهى؛ لأنها ليست مظنة الشهوة، إلا الفرج فلا يحل النظر إليه، وفرج الصغير كفرج الصغيرة على المعتمد، واستثنى ابن القطان الأم زمن الرضاع والتربية للضرورة، وقالوا: إن عورة الصغير في الصلاة ذكرًا كان أو أنثى، مراهقًا كان أو غير مراهق كعورة المكلف في الصلاة.
وقال الحنابلة: إن الصغير الذي هو أقل من سبع سنين لا عورة له، فيجوز النظر إلى جميع بدنه ومسه، ومن زاد عن ذلك إلى ما قبل تسع سنين فإن كان ذكرا فعورته القبل والدبر في الصلاة وخارجها، وإن كان أنثى فعورتها ما بين السرة والركبة بالنسبة للصلاة. وأما خارجها فعورتها بالنسبة للمحارم هي ما بين السرة والركبة، وبالنسبة للأجانب من الرجال جميع بدنها إلا الوجه والرقبة والرأس واليدين إلى المرفق والساق والقدم

### عورة الميت
العورة للميت من السرة إلى الركبة وهي عورة الميت رجلًا كان أو أمرأة

## العورة المغلظة
كما ذكر سابقًا فإن حكم ستر العورة في الصلاة أو خارجها هو الوجوب ولا خلاف في ذلك بين الفقهاء ولا في حرمة النظر إلى العورة ولكنهم قسموها إلى مغلظة ومخففة، فذهب المالكية: إلى أن عورة الرجل المغلظة في الصلاة هي السوأتان -القبل والدبر- أما المراة فهي ماعدا صدرها والذراعان والرجلان والعنق، ومن صلى مكشوف العورة المغلظة يعيد في الوقت أو بعد أما عند الحنفية فهي السوأتان للرجل والمرأة على السواء، ولم يرد هذا التقسيم عند الشافعية والحنابلة

## كشف العورة

### عند الحاجة الملجئة
أجاز الفقهاء عند الحاجة الملجئة كشف العورة من الرجل أو المرأة، لأي من جنسهما أو من الجنس الآخر، ولا يجوز بحال من الأحوال التعدّي وترك مراعاة الضوابط الشرعية، فيجوز نظر القابلة إلى الفرج عند الولادة أو لمعرفة البكارة في امرأة العنين أو نحوها، ويجوز للطبيب المسلم إن لم توجد طبيبة أن يداوي المريضة الأجنبية المسلمة. وينظر منها ويلمس ما تلجئ الحاجة إلى نظره أو لمسه، فإن لم توجد طبيبة ولا طبيب مسلم جاز للطبيب الذمي ذلك. ونفس الأمر للطبيية إن لم يوجد طبيب وهذا الحكم مبني على ترجيح مصلحة حفظ النفس على مصلحة ستر العورة عند التعارض

### عند الاغتسال
لا يجوز النظر إلى عورة المسلم الميت، ولا يجوز تجريده من ملابسه بعد موته إلا عند التغسيل، فيجرد وتستر العورة من السرة إلى الركبة وهي عورة الميت رجلًا كان أو أمرأة، وفي استحباب ستر جميع الميت خلاف، فاستحبه الشافعية وقد روي عن أحمد أنه قال: «يعجبني أن يغسل الميت وعليه ثوب يدخل يده من تحت الثوب»، وهذا مذهب الشافعي، لأن النبي  غسل في قميصه.

### النظر إلى العورة لتحمُّل الشَّهادة
مذهب المالكية والشافعية والحنابلة هو جواز النظر إلى وجه المرأة الأجنبية عند الشهادة وعند البيع والشراء، إن لم يخف الفتنة فإن خافها لم ينظر إلا إن تعين عليه فينظر ويضبط نفسه وكذلك لها النظر، كما يجوز النظر إلى الفرج للشهادة على الزنى والولادة، وإلى الثدي للشهادة على الرضاع، ولكن مع كراهة ذلك في حق الشابة دون العجوز، لمن يخاف الفتنة أو يستغني عن المعاملة، فأما مع الحاجة وعدم الشهوة فلا بأس، أما الحنفية فمذهبهم أنه يجوز للقاضي إذا أراد أن يحكم على امرأة، وللشاهد إذا أراد أن يشهد عليها النظر إلى وجهها وإن خاف الاشتهاء، للحاجة إلى إحياء الحقوق عن طريق القضاء وأداء الشهادة

## مقالات ذات صلة
- الاستئذان
- فقه الزينة